# جيني ريفيرا (قاضية)
جيني ريفيرا (بالإنجليزية: Jenny Rivera)‏ هي محامية وقاضية أمريكية، ولدت في 1 ديسمبر 1960 في نيويورك في الولايات المتحدة.